# Aito (zone de planification)
Pour les articles homonymes, voir Aito.
Aito est une zone de planification de Tampere en Finlande. 
Aito comprend les zones statistiques: Nurmi, Sorila et Aitoniemi.